# Шарья
Шарья́ — город (с 1938) в России, административный центр городского округа город Шарья и Шарьинского района на востоке Костромской области.
Население — 20 439 чел. (2021). Второй по численности населения город в области после Костромы.
Население городского округа г. Шарья — 35 831 чел. (2017).

## Этимология
Возник как посёлок при станции Шарья (открыта в 1906 году). Название от гидронима Шарья, от основы -шар, представленной в ряде финно-угорских языков: коми «пролив», манси — «протока» и др., что, по мнению Е. М. Поспелова, даёт основание говорить о существовании пермско-угорской основы шар, шор, шур — «река». С 1938 года — город Шарья.

## География
Город расположен в 3 километрах от реки Ветлуги (приток Волги), в 328 км от Костромы. Станция Шарья — крупный железнодорожный узел Транссибирской магистрали.
Примыкают посёлки: Ветлужский, Ленинский, Октябрьский, Новый. В состав Шарьи входят также бывшие деревни Алешунино, Корегино, Козлово.
Шарья равноудалена (~300 км) от областных центров Кострома (на запад), Нижний Новгород (на юг) и Киров (на восток). Примерно на том же расстоянии в северном направлении находится город Великий Устюг.

## История
Строительство железной дороги Вятка — Вологда осуществлялось строительным управлением на средства государственной казны. Дорогу и паровозное депо Шарья начали строить в 1903 году, а в июне 1906 года участок дороги был пущен в эксплуатацию.
В начале 1907 года были закончены работы по строительству паровозного депо. В этом же году закончилось строительство вокзала, водокачки, 21-й железнодорожной школы, больницы с поликлиникой и жилых домов по улице Вокзальной.
Дорогу к станции подводили с востока. В Котельнич водным путём из Сормова были доставлены в разобранном виде первые паровозы серии Ов и Од. От реки Вятки до города Котельнича была построена временная железнодорожная ветка. Эти паровозы и подвижной состав использовались в строительстве дороги на Свечу и Шарью. Одновременно строились вокзалы, жилые дома, водокачки и водонапорные башни на станциях.
Строительство дороги требовало больших средств, так как верста железнодорожной линии стоила в среднем 50 тыс. рублей золотом, чем царское правительство в то время не располагало, и поэтому были вынуждены сдавать постройку железной дороги отдельными участками частным подрядчикам. Так, на участке Варакинский — Шарья-Соколовский (до 1960 года назывался ст. Забегалиха) всё строительство зданий и служебных помещений было сдано подрядчику Барголову, а строительство пути со всеми земляными работами — подрядчику Миронову. Подрядчики заключали с рабочими кабальные договоры. Рабочий день на строительстве был продолжительностью 12 часов. Взрослый рабочий за день работы получал 60 копеек, а молодые рабочие и подростки — по 30 копеек.
Строительство железнодорожного моста через реку Ветлугу вели отечественные специалисты и рабочие, которые имели уже большой опыт в строительстве мостов на других железных дорогах России. В июне 1906 года строительство моста закончилось.
24 ноября 1906 года состоялось официальное открытие движения поездов, и новая железная дорога стала называться Северной, а станция, расположенная на 701 км от Москвы, — Шарьёй по имени реки, протекающей в двухстах метрах от вокзала. В русском языке название реки преобразовалось в Шарьинка. В настоящее время река заболочена.
Постепенно станция отстраивалась и в 1917 году превратилась в крупный посёлок с паровозным и вагонным депо.
В 1938 году Указом Президиума Верховного Совета РСФСР от 27 ноября рабочий посёлок Шарья был преобразован в город с населением около 12 тысяч человек.
С образованием в 1944 года Костромской области Шарья вошла в её состав и была отнесена к категории городов областного подчинения.
В годы Великой Отечественной войны многие жители города ушли на фронт, многие из них погибли в боях за Родину. Герои Советского Союза: Д. Корязин, повторивший подвиг Гастелло; В. Таначев, А. Котегов, И. Бобарыкин, В. Душеин; — полные кавалеры ордена Славы: С. Громов, А. Краснухин. В год 60-летия Великой Победы в городе был открыт Мемориальный комплекс, где в бронзе и граните увековечены имена погибших земляков. Через станцию Шарья во время блокады Ленинграда проходили эшелоны с теплушками из блокадного Ленинграда, которые останавливались в Шарье. Умерших от истощения ленинградцев снимали с поезда и хоронили на городском кладбище Шарьи. Впоследствии на кладбище в Козлове был открыт памятник погибшим от блокады жителям Ленинграда.
В 1950-е—1970-е годы город активно развивался. ПДО «Шарьядрев» из лесокомбината превратился в крупнейшее градообразующее предприятие Костромской области. Появилось швейное, мебельное производство, увеличилось количество предприятий пищевой промышленности. В городе быстрыми темпами шло строительство, вырастали новые микрорайоны, больницы, школы, училища.
В сентябре 2023 года главу города Шарьи Эдуарда Неганова задержали по обвинению в получении взятки в особо крупном размере — 1 миллион рублей. С 2022 года Неганов контролировал исполнение договорных обязательств по муниципальному контракту на строительство физкультурно-оздоровительного комплекса в Шарье. Строительство велось по национальному проекту «Демография». Глава и представитель подрядчика договорились об увеличении стоимости работ по контракту и о принятии мер к дополнительному выделению бюджетных средств. За это Неганову должны были передать 2 миллиона рублей. В августе 2024 года началось рассмотрение дела, Эдуард Неганов признал вину в получении взятки, но возразил против ненадлежащего исполнения им обязанностей главы. В сентябре 2024 года Неганову вынесли приговор 8 лет колонии строгого режима, а также штраф в размере 10 миллионов рублей и пять лет лишения права занимать должности на государственной службе.

Памятник павшим воинам

## Климат
Климат умеренно континентальный, с недолгим летом и холодной зимой.
| Показатель                                           | Янв.  | Фев.  | Март | Апр.  | Май  | Июнь | Июль | Авг. | Сен. | Окт.  | Нояб. | Дек.  | Год  |
| ---------------------------------------------------- | ----- | ----- | ---- | ----- | ---- | ---- | ---- | ---- | ---- | ----- | ----- | ----- | ---- |
| Абсолютный максимум, °C                              | 7,1   | 6,9   | 16,1 | 27,2  | 32,6 | 37,2 | 35,9 | 36,2 | 30,1 | 22,3  | 12,3  | 8,5   | 37,2 |
| Средний максимум, °C                                 | −9,1  | −7,3  | 0,2  | 8,8   | 16,5 | 21,1 | 23,3 | 20,4 | 13,9 | 5,8   | −2    | −7,1  | 7    |
| Средняя температура, °C                              | −12,1 | −11,1 | −4,1 | 3,8   | 10,9 | 15,5 | 17,8 | 15   | 9,3  | 2,7   | −4,4  | −9,7  | 2,8  |
| Средний минимум, °C                                  | −16,3 | −15,6 | −8,8 | −1,3  | 4,4  | 9,1  | 11,7 | 9,6  | 4,8  | −0,4  | −7,2  | −13,2 | −2   |
| Абсолютный минимум, °C                               | −43,5 | −39,7 | −35  | −22,5 | −8,7 | −3,6 | 0    | −4,7 | −9,9 | −18,8 | −38,5 | −46   | −46  |
| Норма осадков, мм                                    | 42    | 28    | 33   | 32    | 50   | 105  | 73   | 72   | 59   | 58    | 44    | 44    | 640  |
| Источник: climatebase.ru, World Climate и MSN Погода |       |       |      |       |      |      |      |      |      |       |       |       |      |

## Население
| 1926    | 1931    | 1939    | 1959    | 1967    | 1970    | 1979    | 1989    | 1992    |
| ------- | ------- | ------- | ------- | ------- | ------- | ------- | ------- | ------- |
| 14 300  | ↘8000   | ↗14 300 | ↗22 268 | ↗24 000 | ↗25 788 | ↗26 012 | ↗27 062 | ↘26 900 |
| 1996    | 1998    | 2001    | 2002    | 2003    | 2005    | 2006    | 2007    | 2008    |
| ↘26 700 | ↘26 600 | ↘26 300 | ↘24 900 | →24 900 | ↘24 800 | →24 800 | →24 800 | ↗24 815 |
| 2009    | 2010    | 2011    | 2012    | 2013    | 2014    | 2015    | 2016    | 2017    |
| ↗24 832 | ↘23 681 | ↗23 700 | ↗23 727 | ↘23 709 | ↗23 785 | ↗23 866 | ↗23 914 | ↘23 912 |
| 2018    | 2019    | 2020    | 2021    |         |         |         |         |         |
| ↗23 976 | ↘23 807 | ↘23 544 | ↘20 439 |         |         |         |         |         |

На 1 января 2024 года по численности населения город находился на 660-м месте из 1119 городов Российской Федерации.

## Экономика

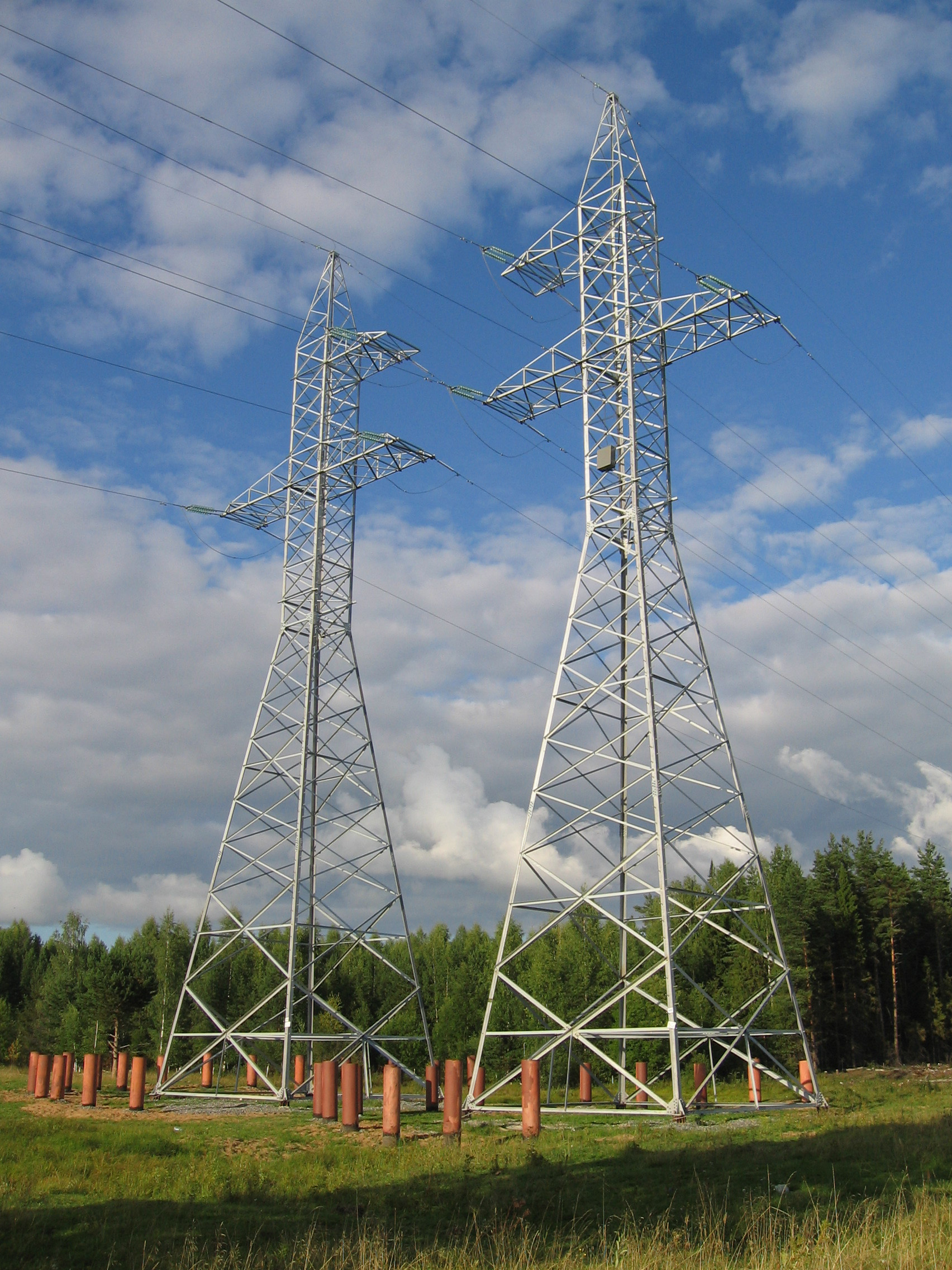
Линии электропередачи близ города Шарья

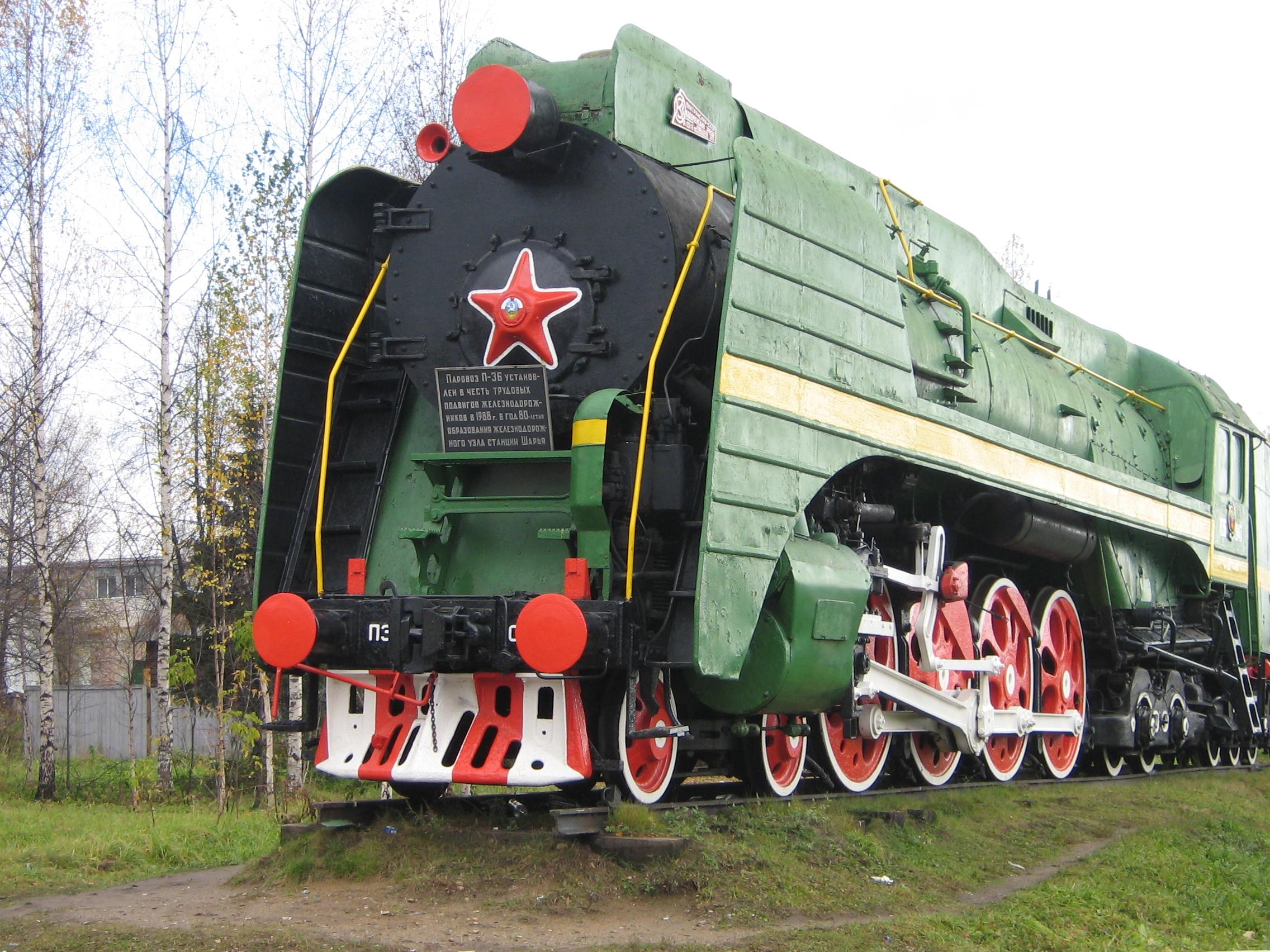
Паровоз-памятник П36-0147

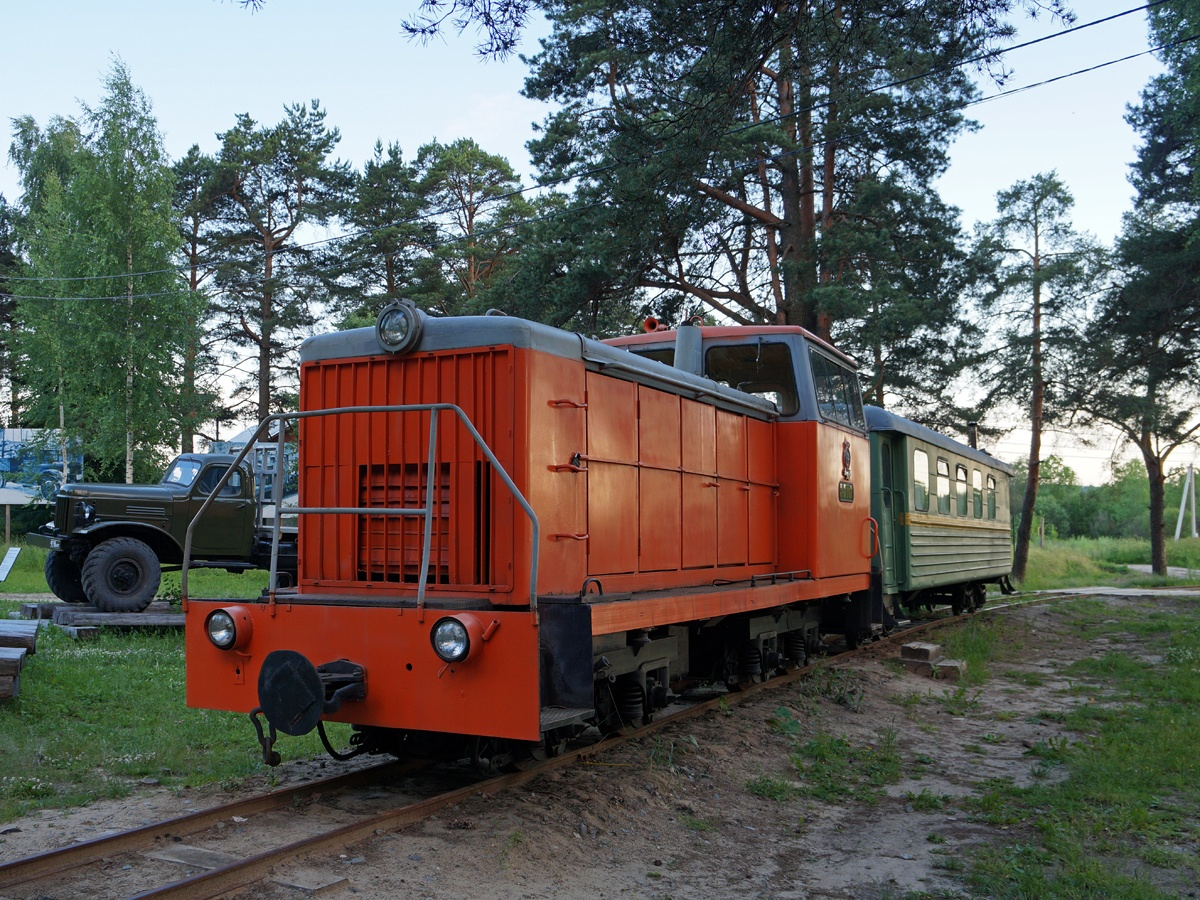
Узкоколейная железная дорога Шарьинского музея леса

Градообразующее предприятие — ПДО «Шарьядрев» (примерно до 1996 года, затем филиал иностранного холдинга «Кроностар», примерно с 2002 года).
Многие другие предприятия города также обанкрочены и ликвидированы: локомотивное и вагонное депо (до 2015 года, ныне ликвидировано), ООО «Лесопромышленный комплекс» (ликвидирован в 2018 году), леспромхозы (ликвидированы в 2000 годы), мебельное производство, предприятие по изготовлению минеральной воды (тоже ликвидировалось).
Теплом и электроэнергией город обеспечивает Шарьинская ТЭЦ.
Объём отгруженных товаров собственного производства, выполнено работ и услуг собственными силами по обрабатывающим производствам за 2010 год — 9,74 млрд рублей.
В 2001 году в город пришла сотовая связь, развивается только торговля.

## Транспорт
Шарья имеет выгодное транспортно-географическое положение. Она расположена на перекрёстке федеральных автомобильных трасс с севера на юг и с запада на восток. Из-за обилия автомобильных перевозок на пересечении автодорог Р243 и Р157 была построена объездная дорога с транспортной развязкой типа «клевер».

### Автобусное сообщение
В Шарье действует система городского и пригородного общественного транспорта. Перевозчики (ИП Каргалов Р. В., ИП Марусич А. А., П Царицын А. Н., ИП Юлин Ю. Н.) обслуживают маршруты автобусами среднего класса.
Городские маршруты:
- № 1 Железнодорожный вокзал — Лесопристань
- № 2 Железнодорожный вокзал — переулок Чкалова
- № 8 Микрорайон Юбилейный — центр (полукольцевой)
- № 9 Железнодорожный вокзал — Посёлок Новый
- № 10 Лесопристань — Рембыттехника
- № 14 Железнодорожный вокзал — Лесопристань
- № 61 Железнодорожный вокзал — Лесопристань

Пригородные и междугородние маршруты:
- № 328 Лесопристань — База отдыха Ветлуга
- № 338 Шарья — Шекшема (школа)
- № 351 Шарья — Зебляки
- № 352 Шарья — Николо-Шанга
- № 389 Шарья — Поназырево
- № 526 Кострома — Шарья
- № 564 Шарья — Вохма
- № 565 Шарья — Боговарово
- № 567 Шарья — Майтиха, Марутино, Рождественское
- № 568 Шарья — Конёво
- № 572 Шарья — Печёнкино
- № 577 Шарья — Георгиевское

Проходящие маршруты:
- № 522 Кострома — Боговарово
- № 528 Кострома — Поназырево

### Железнодорожное сообщение
Через Шарью проходит Транссибирская магистраль — железная дорога, соединяющая Москву и Владивосток. Станции в черте города — Шарья и 697 км.
Предприятия железнодорожного узла
- Оборотное депо Шарья (ТД-62)
- Ремонтное депо Шарья (ТЧР-33)
- Вагонное депо Шарья (ЛВЧД-6)
- Пункт технического осмотра вагонов (ВЧДЭ-5)
- Дистанция электроснабжения (ЭЧ-9)
- Дистанция сигнализации и связи (ШЧ-5)
- Дистанция пути (ПЧ-12)
- Восстановительный поезд (ВП-3061)
- Пожарный поезд
- Дистанция гражданских сооружений (НГЧ-3)

Узкоколейная железная дорога Шарьинского музея леса — динамическая экспозиция Шарьинского музея леса.

### Воздушное сообщение
Аэропорт Шарьи принимает только малые самолёты. Летом из Костромы летают самолёты Ан-2 в Шарью и Вохму.

## Культура

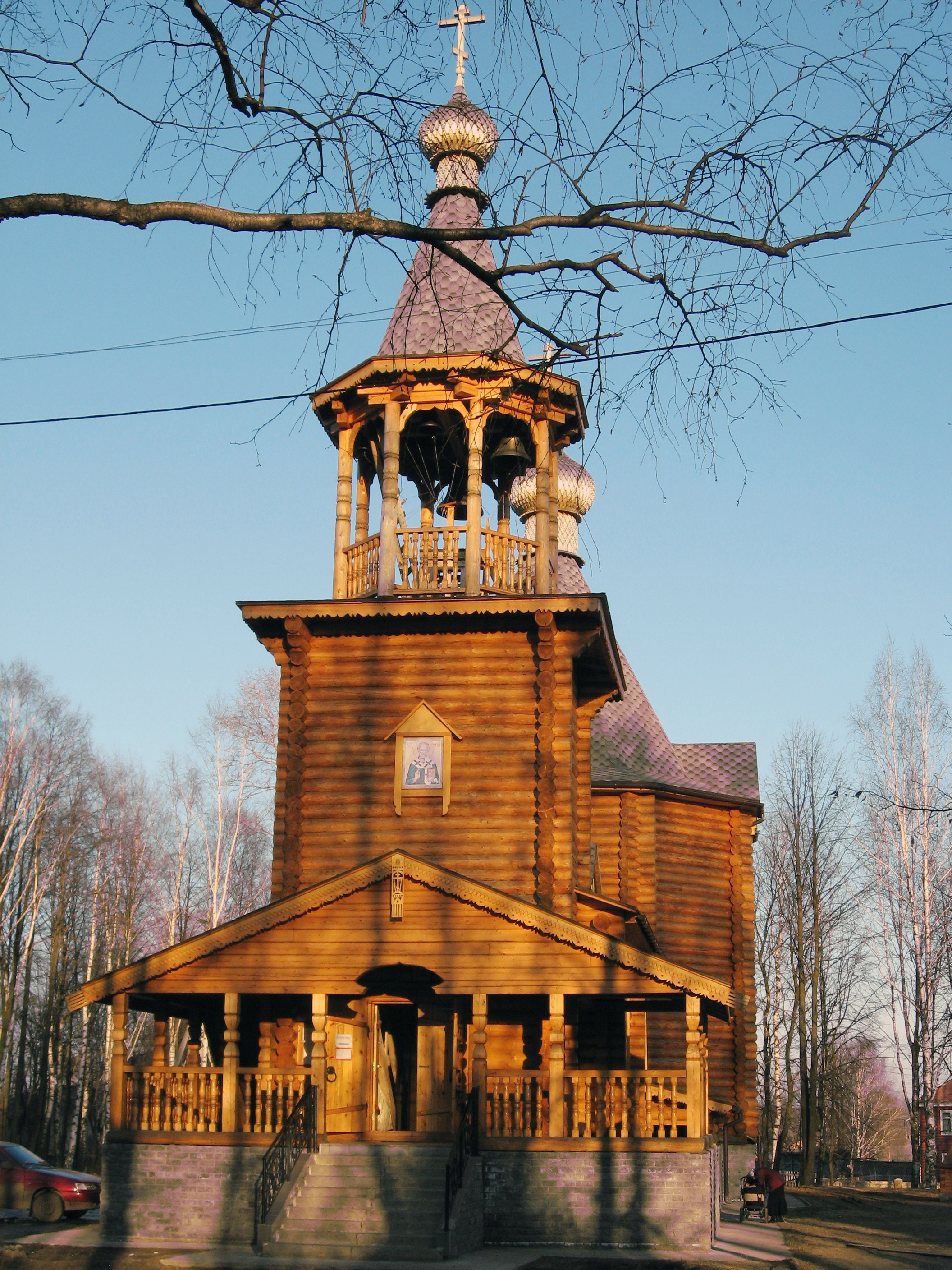
Храм Святителя Николая

В городе 4 средних специальных учебных заведения, работают филиалы КГУ имени Н. А. Некрасова, Современного гуманитарного университета, Международного юридического института при Министерстве Юстиции РФ и Московского института экономики, менеджмента и права.
В Шарье с 1991 года открыто 4 православных храма. До 1991 года здание Никольского храма (в центре города) использовалось для краеведческого музея. 25 июня 1991 года здание Никольского храма было возвращено церковной общине. В январе 1998 года Никольский храм сгорел, через несколько лет был заново отстроен. Возрождённый деревянный храм Святителя Николая стал центром Шарьинского благочиния. При Алексеевском храме действует военно-патриотический клуб в честь Феодора Стратилата.
Среди учреждений культуры особое место занимает краеведческий музей. Его экспозиции рассказывают о тех или иных периодах в жизни города. Имена местных художников: С. Ф. Богородского, А. М. Кучумова, В. М. Фёдорова, А. Б. Разумова — известны за пределами области.
Город является активным членом межрегиональной ассоциации городов Поветлужья.

## СМИ

### Телевидение
Костромской филиал ФГУП «РТРС» обеспечивает на территории города приём первого и второго мультиплексов цифрового эфирного телевидения России.
Областной телеканал «Русь» вещает в аналоговом режиме на 21 ТВК.
Действовали местные телеканалы «СТВ-Шарья», «ШАРЬЯ ТВ», «ТелеШарья».

### Радио[38]
- 87,5 МГц Маруся FM
- 101,6 МГц Русское радио
- 102,2 МГц Авторадио
- 104,7 МГц Пионер FM
- 105,2 МГц Радио России
- 106,6 МГц Дорожное радио
- 107,1 МГц Радио Рекорд
- 107,6 МГц Европа Плюс

Действовали радиоканалы «Радио Балчуг город Шарья», «Европа Плюс Шарья».

### Пресса[41]
- Общественно-политическая газета «Ветлужский Край»
- Рекламная газета «Избушка-Шарья»[42]

Действовала газета «Всё для Вас-Шарья».

### Интернет-сайты
- Новостной портал «ТОП24.ШАРЬЯ»

## Спорт
За пределами области известны имена шарьинских чемпионов и победителей крупнейших соревнований, это Щепин Алексей Сергеевич, Коротаева Ирина Евгеньевна,
Л. Колчанова, С. Лебедева, А. Жуйкова, Е. Вальваса, И. Умнякова, И.Якушева. Действует СДЮСШОР (специализированная детско-юношеская спортивная школа олимпийского резерва), которая имеет один из лучших в области легкоатлетический манеж. Традиционно в городе проходят областные и общероссийские соревнования по полиатлону, лёгкой атлетике, мотокроссу.

## Известные люди
С городом связаны имена многих известных деятелей культуры и искусства.
О Ветлуге писали Мельников-Печерский и Немирович-Данченко, рассказ «Река играет» оставил писатель Короленко.
Здесь родились и творили М. Базанков, А. Беляев, О. Хомяков и Екатерина Сверчкова.
Регулярно при активном содействии администрации городского округа издаются новые книги о Шарье и её жителях, творчество местных поэтов и писателей. Венцом стала книга краеведа Н. В. Гольянова «Годы и люди», где в двух томах рассказано о судьбе Ветлужского края, шарьинцах в годы Великой Отечественной войны.

## Города-побратимы
- Грейт-Фолс, США[44]